# Сорокин, Сергей Питиримович
Сергей Питиримович Сорокин (род. 13 апреля 1933 г., Винчестер, шт. Массачусетс, США) — американский учёный-цитолог, профессор Гарвардского и Бостонского университетов, композитор, младший сын известного русско-американского социолога Питирима Александровича Сорокина, основатель Фонда Питирима Сорокина в США.

## Семья
Отец Питирим Сорокин (1889-1968) – известный русско-американский социолог.

Мать Елена Петровна Сорокина  (Баратынская) (1894-1975) – учёный-цитолог. В эмиграции вместе с мужем с 1922 г. Докторскую диссертацию защитила в 1925 г. в Университете Миннесоты (США). Профессор, преподавала в ряде вузов Америки, сотрудничала с Радклифф-институтом и Гарвардской исследовательской группой по физиологии растений.

Старший брат Пётр (1931-2015) – учёный-физик, исследователь в области лазеров, обладатель нескольких престижных премий по физике, долгое время проработал в IBM, член Наблюдательного совета Фонда Питирима Сорокина в США.

## Научная деятельность
Сергей Сорокин окончил Гарвардский университет, защитил диссертацию в Гарвардской медицинской школе, там же работал инструктором и научным сотрудником, получил звание профессора Гарвардского и Бостонского университетов. Сфера его научных интересов – клеточная биология (цитология).
Некоторые научные публикации
- Sorokin S.P. A morphologic and cytochemical study on the great alveolar cell // Journal of Histochemistry&Cytochemistry. – 1966. – Vol. 14, N 12. – P. 884–897.
- Sorokina H., Sorokin S.P. Fluctuations in the acid phosphatase activity of spherosomes in guard cells of campanula persicifolia // Journal of Histochemistry&Cytochemistry. – 1968. – Vol. 16, N 12. – P. 791–802.
- Sorokin S.P., Kobzik L., Hoyt R.F., Godleski J.J. Development of surface membrane characteristics of «premedullary» macrophages in organ cultures of embryonic rat and hamster lungs // Journal of Histochemistry&Cytochemistry. – 1989. – Vol. 37, N 3. – P. 365–376.
- Sorokin S.P., Hoyt R.F., Bartlett R.A. A simple fluorescence method for serotonin-containing endocrine cells in plastic-embedded lung, gut and thyroid gland // Journal of Histochemistry&Cytochemistry. – 1979. – Vol. 27, N 3. – P. 721–727.

## Творчество
С раннего детства Сергей Сорокин воспитывался в атмосфере, способствующей развитию творческих качеств. Многие русские эмигранты – представители творческой интеллигенции были частыми гостями в доме Сорокиных. Своё имя Сергей Сорокин получил в честь близкого друга семьи Сорокиных, известного русского дирижера Сергея Александровича Кусевицкого, около 25 лет руководившего Бостонским симфоническим оркестром.

В Бостоне, где родился и вырос С.П. Сорокин, существовал русский хор, возглавляемый энтузиастом и профессионалом православного песнопения Игорем Федоровичем Студенцовым. В него входили студенты, преподаватели вузов и обычные жители предместий Бостона, которые любили хоровое пение. Сергей Сорокин сначала пел в хоре, а затем стал проявлять интерес к композиционному построению церковных песнопений и их истории. На протяжении многих лет рабочее время в своей лаборатории Сергей Питиримович посвящал исследованиям проблем клетки, а находясь дома – изучал церковную музыку и писал сам.

Музыкальные произведения С. Сорокина стали исполняться на различных концертах. Первый публичный концерт целиком состоящий из его произведений состоялся в Бэйтс Колледже (штат Мэн) в 1974 году. В 2000-м году на основе оригинальных записей Кембриджского русского хора 1971–1972 годов вышел компакт-диск «Хоровые песнопения Святой Руси», подготовленный Сергеем Сорокиным. (Choral Songs of Holy Russia: The Cambridge Russian Choir (USA) Igor Studenzoff, Conductor; Sergei P. Sorokin, Record Producer).

Завершив преподавательскую и научную работу, Сергей Сорокин полностью отдался любимому делу – сочинению музыки. Летом 2011 года в Воскресенском соборе Вологодского Кремля состоялась презентация «Литургии Святого Иоанна Златоуста» Сергея Питиримовича Сорокина. Здесь же, в Большом Софийском Соборе, был записан диск Литургии и издана партитура.

Музыкальные пробы Сергея Сорокина зачастую сопровождались художественными зарисовками. В период с 1960 по 1979 годы Сергей Питиримович рисует рождественские открытки для родителей и для друзей семьи. Тематика их связана с библейским сюжетом, христианская символика на них переплетается с художественным иллюстрированным рассказом об основных событиях семьи Сорокиных. В то же время в них много фантазии, художественного вымысла и ассоциаций, связанных с Рождеством. 17 таких открыток в настоящее время переданы в Россию для организации музейных экспозиций.

## Деятельность по сохранению наследия Питирима Сорокина
Как отмечают многие гости дома в Винчестере, в котором жила семья Сорокиных и в котором теперь живет Сергей Питиримович, помещение буквально пропитано всем русским. По сей день дом сохранен таким, каким он был при родителях Сергея: картины Добужинского во всю стену с видами Санкт-Петербурга и Москвы, старинный самовар, балалайка и прочие предметы российской утвари; старенький клавесин в прихожей и большой концертный рояль в комнате, где висят портреты матери и отца Елены Баратынской и Питирима Сорокина, партитуры Чайковского, Рахманинова, Мусоргского; огромный кабинет отца, сохраняющийся таким, каким он был в 1968 году, в год смерти Питирима Сорокина, наконец, бесконечные стеллажи книг, старых грампластинок, альбомов.

Домашняя коллекция представляет собой многочисленные работы П.А.Сорокина и работы о Сорокине (книги, в т.ч. рукописи, журналы, черновики, материалы исследований), уникальные исторические материалы (личная и деловая корреспонденция, архивная документация), а также фото-, видео- и аудиоархивы семьи Сорокиных. Всего коллекция насчитывает не менее 7 тысяч единиц материалов.

Сегодня С.П. Сорокин продолжает бережно хранить наследие отца. Для этого в апреле 2011 года в США был создан Фонд Питирима Сорокина. Среди основных задач Фонда:
- сохранение и защита международных авторских прав наследия Питирима Сорокина;
- популяризация научного творчества Питирима Сорокина;
- содействие в научных исследованиях в различных областях социологии;
- помощь в проведении благотворительных, научных и образовательных мероприятий в рамках популяризации творчества Питирима Сорокина

## Визиты в Россию
Сергей Сорокин три раза посетил Россию вместе со своим другом и коллегой Ричардом Фрэнсисом Хойтом. Впервые – в 76 лет во время празднований 110-летия со дня рождения его отца (1999). В 2009 г. он побывал в Санкт-Петербурге и Республике Коми, в 2011 – в Вологде. Во время своих визитов Сергей Питиримович посетил многие памятные места, связанные с жизнью отца: деревню Турья, где родился его отец, здание второклассной гимназии в селе Гам, где П. А. Сорокин получил первое образование, здание социологического факультета в Санкт-Петербурге, 31-й дом по 8-й линии Васильевского острова, где П. А. Сорокин жил перед отъездом заграницу. Для знакомства с русской культурой Сергей Сорокин также посетил множество учреждений культурного наследия: от Эрмитажа до сельских краеведческих музеев.

С.П. Сорокин в Вологде

## Ресурсы
1. Официальный сайт Фонда Питирима Сорокина, США (Pitirim A. Sorokin Foundation)
2. Информационный портал "Питирім" Фонда Питирима Сорокина
3. Сорокин С.П. Семейная жизнь с Питиримом Сорокиным // Возвращение Питирима Сорокина: Материалы Международного научного симпозиума, посвященного 110-летию со дня рождения Питирима Александровича Сорокина / Под ред. Ю.В. Яковца. – М: Московский общественный научный фонд; МФК, 2000. – С. 35–60.
4. Сергей Сорокин: из Америки с любовью... // ИРСИ.
5. Сергей Сорокин: "Отец говорил, что меняется Америка, а не он" // Газета, 14.04.2009.
6. Сергей Сорокин: «Отец хранил родство с коми народом» // Красное знамя, 29.05.2009.
7. Sergei P. Sorokin. Old Friends (недоступная ссылка) (музыкальная видеопрезентация).
8. "Ектения" в исполнении Кембриджского русского хора (композиция с музыкального диска, подготовленного С.П. Сорокиным).
9. "Единородный Сыне" (видеофрагмент концерта музыки С.П. Сорокина в Вологде, 2011 г.).
10. "Приидите поклонимся" и "Трисвятое" (видеофрагмент концерта музыки С.П. Сорокина в Сыктывкаре, 2009 г.).